# Johannes Gutenberg
Johannes Gutenberg, właśc. Johannes Gensfleisch zur Laden zum Gutenberg (ur. ok. 1400 w Moguncji, zm. 3 lutego 1468 tamże) – niemiecki rzemieślnik, złotnik i drukarz, twórca pierwszej przemysłowej metody druku na świecie. Nie ma zgody wśród badaczy, czy pierwsze druki powstały już podczas jego pobytu w Strasburgu (1434–1444), czy dopiero w drukarni założonej przez niego w 1448 roku w Moguncji. Różne lata są przyjmowane umownie jako rok, w którym po raz pierwszy Gutenberg użył ruchomej czcionki – najczęściej 1440 albo 1450. Jego najdoskonalszą publikacją była Biblia 42-wierszowa, znana jako Biblia Gutenberga, drukowana w latach 1452–1455.
Gutenberg opracował własną wersję czcionek, wykonanych z metalu, ale ich technika pozostaje niejasna. Skonstruował aparat do ich odlewania, w którym nowością było używanie wymiennych matryc. Zaprojektował również własną wersję prasy drukarskiej, wzorując się na znanych już prasach introligatorskich. Jego prekursorskim dokonaniem było stworzenie pierwszego dużego wydawnictwa. Równie ważnymi osiągnięciami są udane kroje pism używanych do druku oraz opracowanie podstawowych zasad składu tekstu.
Mimo ogromnego wpływu Gutenberga na rozwój druku zachowało się niewiele pewnych informacji o jego życiu i działalności wydawniczej. Autorzy różnią się w datowaniu jego publikacji, a także w opisie stosowanej przez niego techniki druku. Działalność Gutenberga przyczyniła się do szybkiego rozwoju drukarstwa w Europie, a jego współpracownicy i uczniowie upowszechniali ją w zakładanych przez siebie ośrodkach, korzystając z jego rozwiązań.

## Życiorys

### Rodzina

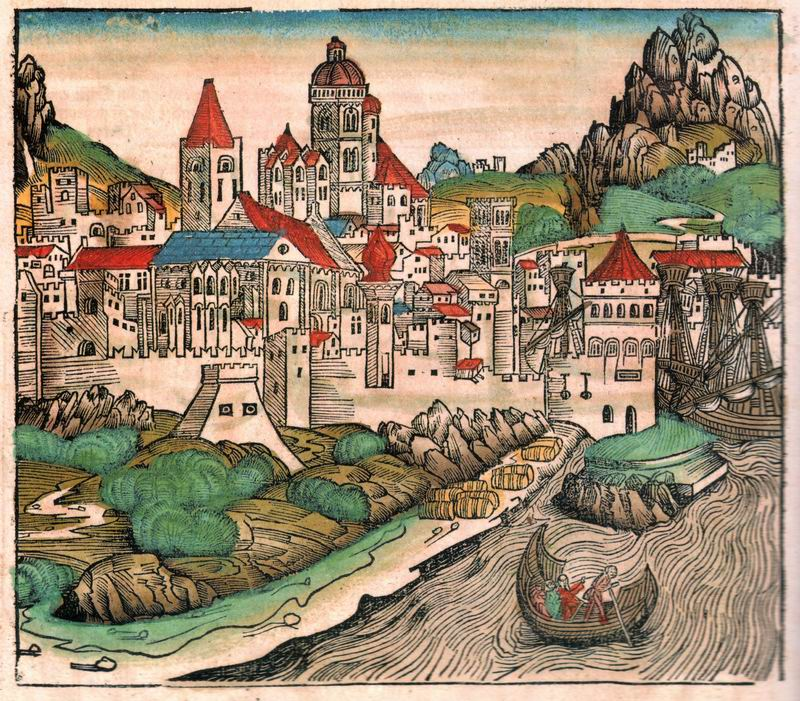
Widok Moguncji – rodzinnego miasta J. Gutenberga (Liber chronicarum, 1493)

Johannes Gutenberg urodził się najprawdopodobniej w Moguncji, niemieckim mieście położonym nad Renem, będącym stolicą arcybiskupstwa. Arcybiskupi piastowali tytuł arcykanclerzy Rzeszy, koronowali władców i zwoływali ich zjazdy. Bogate niegdyś miasto było zwane przez kronikarzy „złotą głową” albo „diademem Rzeszy”, lecz zaczynało powoli podupadać. Wyraźne były różnice w pozycji zajmowanej przez uprzywilejowanych członków patrycjatu (w tym urzędników arcybiskupa) oraz zrzeszonych w cechach rzemieślników. Konflikty między nimi narastały pod wpływem problemów miasta z narastającym zadłużeniem oraz z powodu spadku liczby ludności, zapoczątkowanym w połowie XIV wieku, a wywołanym epidemiami (szczególnie wiele ofiar pochłonęła czarna śmierć).
Rodzice Johannesa różnili się znacznie statusem społecznym: jego ojciec, Friele (Friedrich) Gensfleisch zur Laden, był zamożnym patrycjuszem, natomiast matka, Else Wirich – córką kramarza. Pobrali się w 1386 roku. Z tego związku urodził się także syn Friele oraz córka Else. Johannes był ich najmłodszym dzieckiem. Ojciec (zm. 1419) zajmował się prawdopodobnie handlem suknem, a zarobione środki inwestował również w innych miastach. Należał do korporacji mincerzy, a w 1411 roku został miejskim rachmistrzem. Rodzina mieszkała w Moguncji w dwupiętrowym domu zwanym „Hof zum Gutenberg” (od niego pochodzi później przyjęte nazwisko, poświadczone najwcześniej w dokumencie z 1427 roku), którego Friele był zapewne współwłaścicielem.

### Dzieciństwo i młodość (do 1434)
O życiu Johannesa Gutenberga zachowało się bardzo niewiele pewnych informacji. Niemal nic nie wiadomo o jego dzieciństwie, młodości czy zdobytym wykształceniu. Nieznany jest rok jego urodzenia – przyjmuje się, że urodził się między 1394 a 1404 rokiem, najprawdopodobniej w 1400 roku lub tuż po nim.
Friele Gensfleisch opuścił Moguncję w 1411 roku, w czasie jednego z konfliktów patrycjatu z cechami. Prawdopodobnie w latach 1411–1413 Johannes mieszkał z rodziną w Eltville am Rhein, gdzie jego matka odziedziczyła dom. Niektórzy badacze (jak Albert Kapr) wysunęli przypuszczenie, iż ukończył on studia w Erfurcie, identyfikując go ze studentem wpisanym jako Johannes de Alta Villa, który zdobył w semestrze zimowym 1419/20 tytuł bakałarza sztuk wyzwolonych.
Najstarszy znany dokument bezspornie wymieniający Johannesa pochodzi z 1420 roku – dotyczy sporu o spadek po jego zmarłym ojcu. Albert Kapr sądził, że w latach 20. Gutenberg mieszkał w Moguncji, gdzie zdobywał wiedzę w zakresie obróbki metali. W 1428 roku nasiliły się kłopoty Moguncji z regulowaniem długów, co spowodowało kryzys polityczny, w wyniku którego wielu patrycjuszy opuściło miasto. Najpewniej zrobił to także Johannes, ale nie wiadomo, dokąd się udał. W 1430 roku Henchin zu Gudenberg został wymieniony w dokumencie arcybiskupa Konrada III wśród patrycjuszy znajdujących się poza Moguncją. W 1433 roku zmarła jego matka, a majątek podzielono między trójkę dzieci. Johannes otrzymywał rentę ze środków miasta. Jednak, czy to z powodu problemów z zadłużeniem, czy też z chęci ukarania emigranta, władze Moguncji nie kwapiły się do zapłaty, a dług wobec niego rósł, sięgając 310 guldenów w 1434 roku.

### Pobyt w Strasburgu (1434–1444)

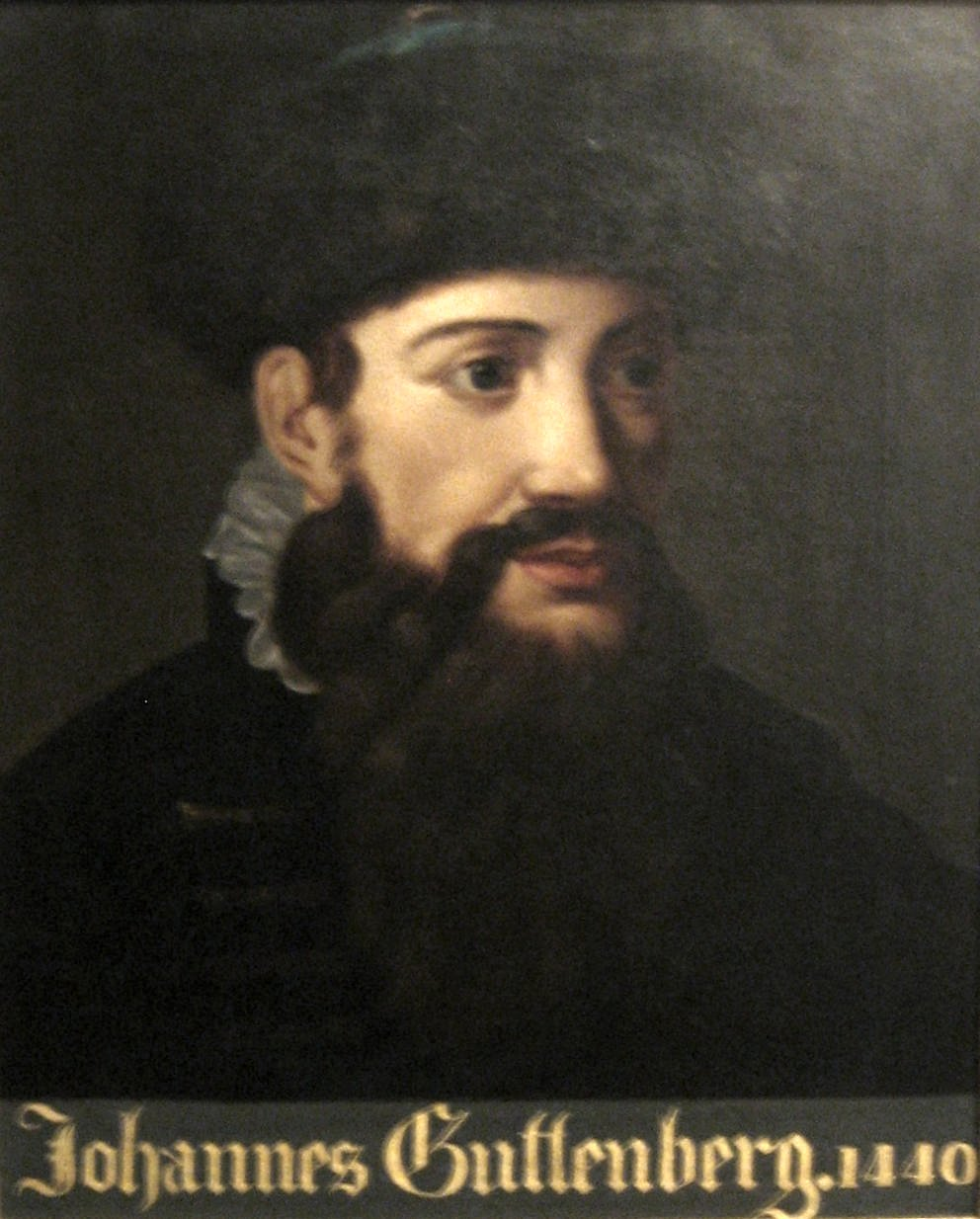
Portret J. Gutenberga (anonim, datowany na 1440)

Dobrze udokumentowany jest pobyt Gutenberga w Strasburgu, stolicy Alzacji, mieście o wiele większym od Moguncji. Dokumenty z nim związane pochodzą z lat 1434–1444. Pierwszy dotyczył wyegzekwowania należności od Moguncji – Gutenberg przekonał władze Strasburga, by aresztowały przebywającego w tym mieście pisarza mogunckiego. Dzięki temu posunięciu otrzymał od władz rodzinnego miasta przyrzeczenie spłaty, a potem, w ratach, zaległą sumę pieniędzy.
Gutenberg prowadził aktywne życie towarzyskie, podejmując wielu gości, na co wskazują zachowane rachunki za dostarczane mu wino i wódkę. W 1437 roku patrycjuszka Ennelin zur Yserin Thüre wniosła przeciw niemu skargę przed sąd biskupi o niedotrzymanie obietnicy małżeństwa. Nie wiadomo, jaki był wyrok sądu, najpewniej małżeństwo nie zostało zawarte.
Gutenberg szkolił odpłatnie uczniów, m.in. ucząc ich sztuki szlifowania kamieni szlachetnych. Podejmował także ze wspólnikami działalność gospodarczą, jaką był wyrób i sprzedaż lusterek dla zmierzających do Akwizgranu pielgrzymów. Przygotowywał również kolejne przedsięwzięcie – Aventur und Kunst, o którym mało wiadomo, niezrealizowane z powodu śmierci jednego z partnerów. Zdania na temat tego, na czym polegały te plany, są podzielone. Być może były to pierwsze próby drukarskie (stąd niektóre źródła podają rok 1440 jako datę wynalazku Gutenberga) lub jakaś inna forma seryjnej produkcji, np. stempli (punc).

### Powrót do Moguncji i założenie drukarni (1448–1455)
Nie wiadomo, gdzie Gutenberg przebywał po prawdopodobnym wyjeździe ze Strasburga w 1444 roku. W Moguncji jego nazwisko pojawia się na dokumencie z października 1448 roku, gdy zaciągał tam pożyczkę w wysokości 150 guldenów. Przypuszczalnie powrócił do domu rodzinnego („Hof zum Gutenberg”) ze wspólnikami ze Strasburga, z którymi urządził w nim pierwszą drukarnię – pierwsze duże wydawnictwo w historii.
Prawdopodobnie już w 1449 roku Gutenberg prowadził działalność wraz z Johannem Fustem, przedsiębiorczym złotnikiem i księgarzem. Pożyczył od niego 800 guldenów na wyposażenie nowocześniejszej drukarni, co nastąpiło w kolejnym roku. Nie ma zgody wśród autorów, czy mieściła się ona nadal w domu rodzinnym, czy też została przeniesiona do innego warsztatu. Po otrzymaniu w 1452 roku od Fusta kolejnych 800 guldenów, jako wkładu we wspólne przedsięwzięcie (w dokumencie z 1455 roku nazwano je Werk der Bücher, czyli „dzieło ksiąg”), dysponował już dwiema drukarniami. W starszej wydawał drobne wydawnictwa, a w nowszej w latach 1452–1455 drukowana była Biblia 42-wierszowa (znana jako Biblia Gutenberga), która jest najwyżej cenionym drukiem spośród wszystkich jego wydań. Być może w drugiej drukarni planowano wydawać także mszały, ale wycofano się z tego pomysłu, prawdopodobnie ze względu na trudności w wykonaniu różnych pism drukarskich lub na konieczną, a trudną do uzyskania, zgodę władz kościelnych.
W 1454 roku pojawiły się poważne nieporozumienia między Gutenbergiem a Fustem na tle rozliczeń finansowych i ich natury. Spór między nimi rozstrzygał w 1455 roku sąd arcybiskupa mogunckiego, ale nieznany jest jego ostateczny werdykt. Gutenberg przekazał jednak Fustowi znaczną sumę pieniędzy i zapewne także większość nakładu Biblii 42-wierszowej. Jego warsztat został przejęty przez Fusta, który zatrudnił ucznia Gutenberga Petera Schöffera. Z tej drukarni wyszły druki dawniej przypisywane Gutenbergowi, m.in. Psałterz moguncki (1457), pierwszy tekst z drukowanymi iluminacjami (inicjały czerwone i niebieskie, ryte w metalu, nie w drewnie), choć niewykluczone, że pierwsze prace (w tym druk pierwszych składek) wykonano już w 1455 roku, a Gutenberg brał w nich udział. Nie wszyscy autorzy zgadzają się co do tego, że Gutenberg odczuł boleśnie skutki sporu. Leonhard Hoffmann stwierdził, że w 1455 roku druk Biblii był już co najmniej od roku zakończony, a Gutenberg nie był zmuszony oddawać warsztatu Fustowi.

### Ostatnie lata życia (1455–1468)
Po sporze z Fustem Gutenberg dalej zajmował się działalnością wydawniczą, ale na dużo mniejszą skalę. Miał problemy finansowe, o czym świadczy fakt, że w 1458 roku przestał spłacać pożyczkę, zaciągniętą jeszcze w 1442 roku w kościele św. Tomasza w Strasburgu. W 1458 roku król Karol VII Walezjusz wysłał do niego na nauki grawera Nicolasa Jensona, późniejszego znanego drukarza weneckiego.
W 1462 roku doszło do walki o władzę w Moguncji. Rok wcześniej papież Pius II pozbawił stanowiska dotychczasowego arcybiskupa Teodoryka i powołał na to miejsce Adolfa II. Odwołany arcybiskup, mający poparcie rady miasta, nie chciał zrzec się władzy; Adolf II zdobył miasto siłą. Gutenberg, tak jak wielu mieszkańców (w tym jego uczniów, rozwijających później nowe ośrodki druku), prawdopodobnie opuścił miasto, udając się być może do Eltville am Rhein, gdzie wydawano druki jego czcionkami. W Eltville rezydencję miał arcybiskup moguncki Adolf II, który życzliwie przyjął zasłużonego drukarza, a w 1465 roku uczynił go swoim dworzaninem. Pozwolił mu opuścić dwór, więc można przyjąć, że Gutenberg u schyłku życia zamieszkał ponownie w Moguncji.
Według informacji przekazanej przez teologa Jakoba Wimpfelinga Gutenberg na starość stracił wzrok. Wiadomo też, że przystąpił do mogunckiego bractwa przy kościele św. Wiktora, które przygotowywało do dobrej śmierci i pogrzebu. Znajomy drukarza, Leonhard Mengoss, zanotował jego datę śmierci – 3 lutego 1468 roku. W tym samym miesiącu czcionki i sprzęt drukarski po zmarłym przejął, za zgodą arcybiskupa, prawnik Konrad Humery.
Gutenberg pochowany został w mogunckim kościele franciszkanów, rozebranym w XVIII wieku, toteż jego grób nie zachował się. W 1499 roku krewny zmarłego Adam Gelthus ufundował inskrypcję, sławiącą go jako wynalazcę druku. Nie wiadomo, czy inskrypcja ukazała się jedynie w postaci papierowej, czy też umieszczona była w postaci tablicy na grobie. W 1504 roku profesor Ivo Wittig ufundował tablicę poświęconą wydawcy, umieszczoną na ścianie „Hof zum Gutenberg”; zaginęła ona w czasie wojen napoleońskich.

## Metoda drukowania z wykorzystaniem ruchomych czcionek

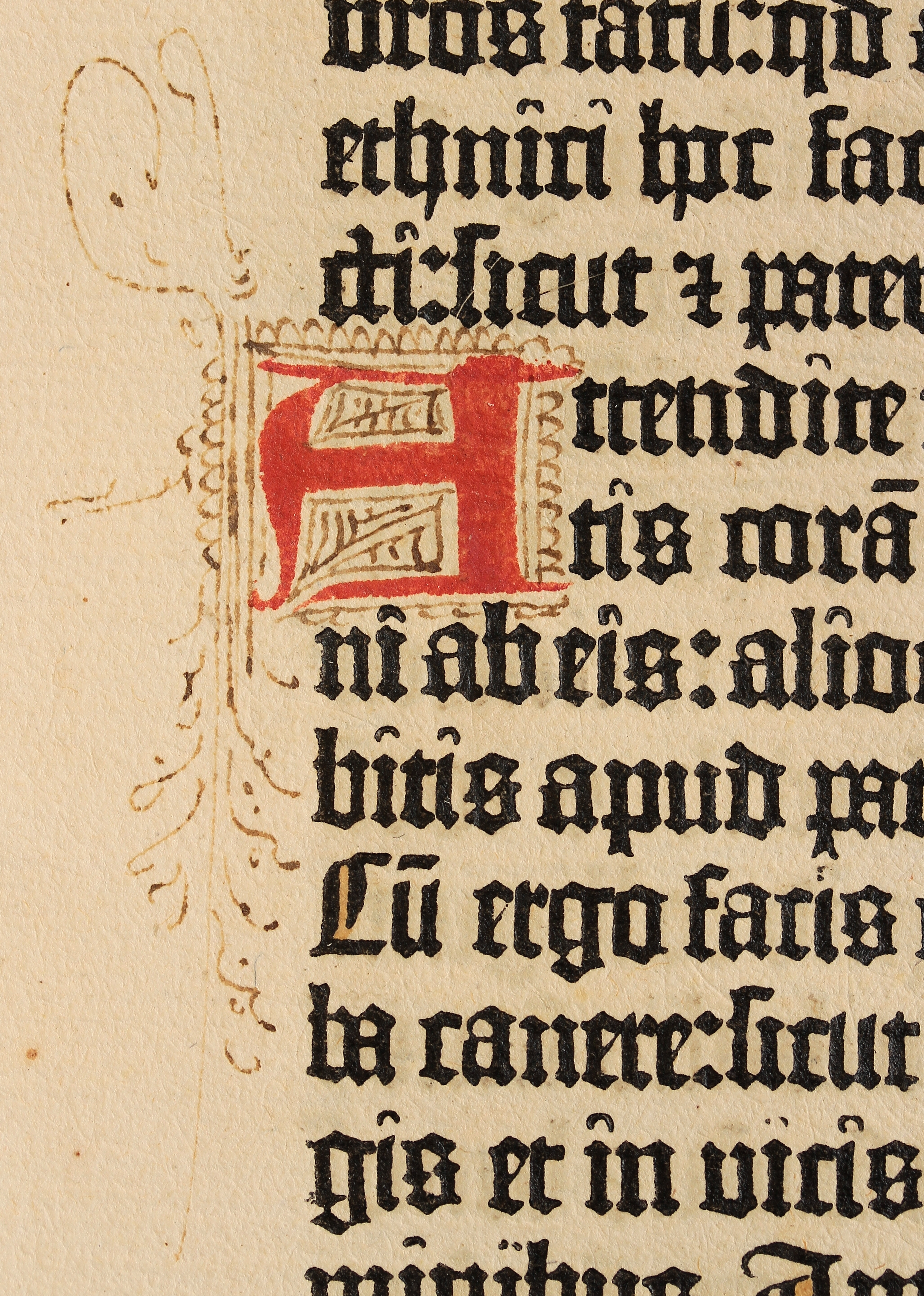
Fragment Biblii Gutenberga, ukazujący staranny krój pisma

Johannes Gutenberg bywa błędnie uważany za wynalazcę ruchomej czcionki, mimo że jej historia sięga połowy XI wieku, a jej twórcą był Bi Sheng. Ruchoma czcionka była więc używana w Chinach na długo przed zastosowaniem jej przez Europejczyków. Przez lata toczył się spór o to, kto pierwszy używał jej w Europie. Zdaniem niektórych autorów robił to już w 1430 roku Holender Laurens Janszoon Coster, mieszkający w Haarlemie, brak jednak na to przekonujących dowodów.
Gutenberg zaprojektował prasę drukarską, na wzór znanych już pras introligatorskich, za pomocą których tłoczono na oprawach książek dekoracje, a nawet litery – stemple z wklęsłymi wizerunkami liter stosował do produkcji opraw książek dominikanin Konrad Forster. Korzystał również z doświadczeń jego poprzedników, tworzących papierowe książki rękopiśmienne, a także z wiedzy na temat techniki druku pojedynczymi stemplami lub odpowiednimi płytami wykonanymi z drewna bądź metalu. Mógł też przyglądać się działalności innych rzemieślników, zajmujących się obróbką metali i umieszczających litery na swoich wyrobach: płatnerzy, złotników oraz mincerzy bijących monety, a także tych umieszczających znaki na innym materiale (jak skóra czy glina) oraz grawerujących w drewnie.
Sposób konstruowania czcionek i ich składu został opracowany przez Gutenberga i był przez niego następnie udoskonalany, dlatego też jemu przypisuje się wynalazek nowoczesnego druku. Wiele rozważań badaczy dotyczy kwestii inspiracji drukarza. Nie wiadomo, czy miał styczność z dalekowschodnią techniką druku, nieznany jest jego wczesny proces drukowania, ani nawet to, jakie były jego pierwsze wydawnictwa z użyciem ruchomej czcionki i kiedy powstały. Możliwe, że już podczas pobytu w Strasburgu (1434–1444) eksperymentował z techniką druku, wydając drobne teksty, niezachowane do współczesnych czasów. Czcionki używane przez Gutenberga nie zachowały się, więc nie można określić ich składu. Trudności sprawia też dokładna rekonstrukcja procesu tworzenia czcionek za pomocą aparatu odlewniczego wykorzystującego stemple (patryce), potrzebne do produkcji matryc.
Znana jest produkcja stempli i matryc oraz proces druku z późniejszych czasów. W standardowym procesie wytwarzania czcionki stalowy stempel (wytłaczany za pomocą wykrawania) był wbijany poprzez uderzenie młotkiem w miękki miedziany bloczek, tworząc matrycę, która następnie była szlifowana. Następnie umieszczano ją na dnie aparatu odlewniczego, a czcionkę odlewano, napełniając formę od góry stopionym metalem. Matryca mogła być wykorzystana do tworzenia setek lub tysięcy identycznych czcionek, toteż ten sam znak pojawiający się w dowolnym miejscu tekstu książki, wydawał się być taki sam. Czcionki o jednakowych wymiarach były wraz z innymi elementami używane przez zecera w dowolnych ustawieniach (stąd nazwa „ruchoma czcionka”) do składania form drukarskich, na podstawie których przygotowywane były strony do druku.
Biblie Gutenberga zostały wydrukowane z wykorzystaniem dużych ilości pojedynczych czcionek – według niektórych szacunków nawet 100 tysięcy. Ustawienie każdej strony zajmowało wiele czasu, gdyż należało wykonać prace polegające na załadowaniu prasy, farbowaniu czcionki, odciągnięciu prasy, zawieszeniu arkuszy, rozprowadzeniu czcionki itp. Warsztat Gutenberga i Fusta mógł zatrudniać nawet 25 rzemieślników.
Sposób wytwarzania czcionek za pomocą aparatu odlewniczego, z wykorzystaniem stempli potrzebnych do tworzenia matryc, powszechnie przypisywany Gutenbergowi, bywa podawany w wątpliwość. Wszystkie wydrukowane litery powinny być niemal identyczne, z pewnymi odmianami spowodowanymi niewłaściwym drukiem i farbowaniem. Jednak Pierre Simon Fournier zasugerował, że Gutenberg mógł nie używać odlewanego typu matrycy wielokrotnego użytku, ale drewnianych czcionek, które zostały wyryte pojedynczo. Podobna sugestia została sformułowana przez Paula Nasha w 2004 roku. Pojawiło się pytanie, czy Gutenberg w ogóle używał ruchomych czcionek. W 2004 roku włoski profesor Bruno Fabbiani stwierdził, że badanie Biblii 42-wierszowej wykazało nakładanie się liter, co sugeruje, że Gutenberg w rzeczywistości nie używał ruchomych czcionek, ale raczej wykorzystywał całe płyty, przy czym kolejne litery były wtłaczane kolejno do płyty, a następnie drukowane.

## Druki

### „Donaty”
Nie jest znana kolejność druków wydawanych przez Johannesa Gutenberga. Prawdopodobnie najwcześniejsze były popularne podręczniki do nauki łaciny Ars minor Eliusza Donata, tzw. Donaty. Były to niewielkie książeczki drukowane na pergaminie lub welinie, liczące najwyżej 14 kart (28 stron), rozprowadzane w dużym nakładzie, szacowanym na 4800-9600 egzemplarzy rocznie. Zdaniem Alberta Kapra były wydawane już w Strasburgu w okresie 1440–1444 (stąd niektórzy przyjmują umowny rok wynalazku Gutenberga na 1440), inni autorzy zaś datują je na okres moguncki i początek lat 50. XV wieku. Podręczniki były tłoczone pismem drukarskim „Donatów i Kalendarzy” (DK). Żaden z nich nie zachował się w całości. Na podstawie drobnych różnic w druku zachowanych fragmentów, wyróżnia się co najmniej 24 odmiany, co oznacza, że ten najpopularniejszy podręcznik XV wieku był często przez Gutenberga wznawiany.

### Księga Sybilli
Utwór poetycki Księga Sybilli, dotyczący przepowiedni związanych z królem Salomonem (któremu rzekomo zapowiedziano przyjście Chrystusa i powstanie Kościoła), napisany około 1360 roku w jednym z klasztorów Turyngii, również został wydany przez Gutenberga. Zachował się jedynie niewielki fragment tekstu wydanego prozą w języku niemieckim, dotyczący Sądu Ostatecznego. Zadrukowany dwustronnie skrawek papieru ma wymiary 9 na 12,5 cm i liczy w sumie 22 linijki. Wydanie miało zapewne 14 kart (28 stron). Druk jest mało staranny (jedne litery są odbite mocniej niż pozostałe, przez co nie wszystkie są jednakowo czytelne, a ich kontury równie ostre), co oznacza niezbyt zaawansowany aparat odlewniczy. Prawy brzeg kolumny tekstu nie został wyrównany, a wiersze nie znajdują się w linii prostej (niektóre litery wystają w górę lub w dół). Zdaniem wielu badaczy oznacza to, że jest to pierwszy lub jeden z pierwszych druków rzemieślnika. Albert Kapr datował go na rok 1440 i wiązał z objęciem tronu cesarskiego przez Fryderyka III. Wielu innych autorów, jak Frieder Schanze, nie zgadzało się z tym, że druk powstał w okresie pobytu drukarza w Strasburgu i datowało go na późniejszy okres moguncki, podając różne propozycje prawdopodobnego roku jego powstania np. 1450, 1452–1453 lub 1454. Utwór został wydany pismem „Donatów i Kalendarzy”, które jednak zaprojektowane było do tekstów łacińskich, a nie niemieckich, dlatego nie można było wydrukować niektórych dużych liter (np. K, W, Z).

### Biblia 42-wierszowa (Biblia Gutenberga)

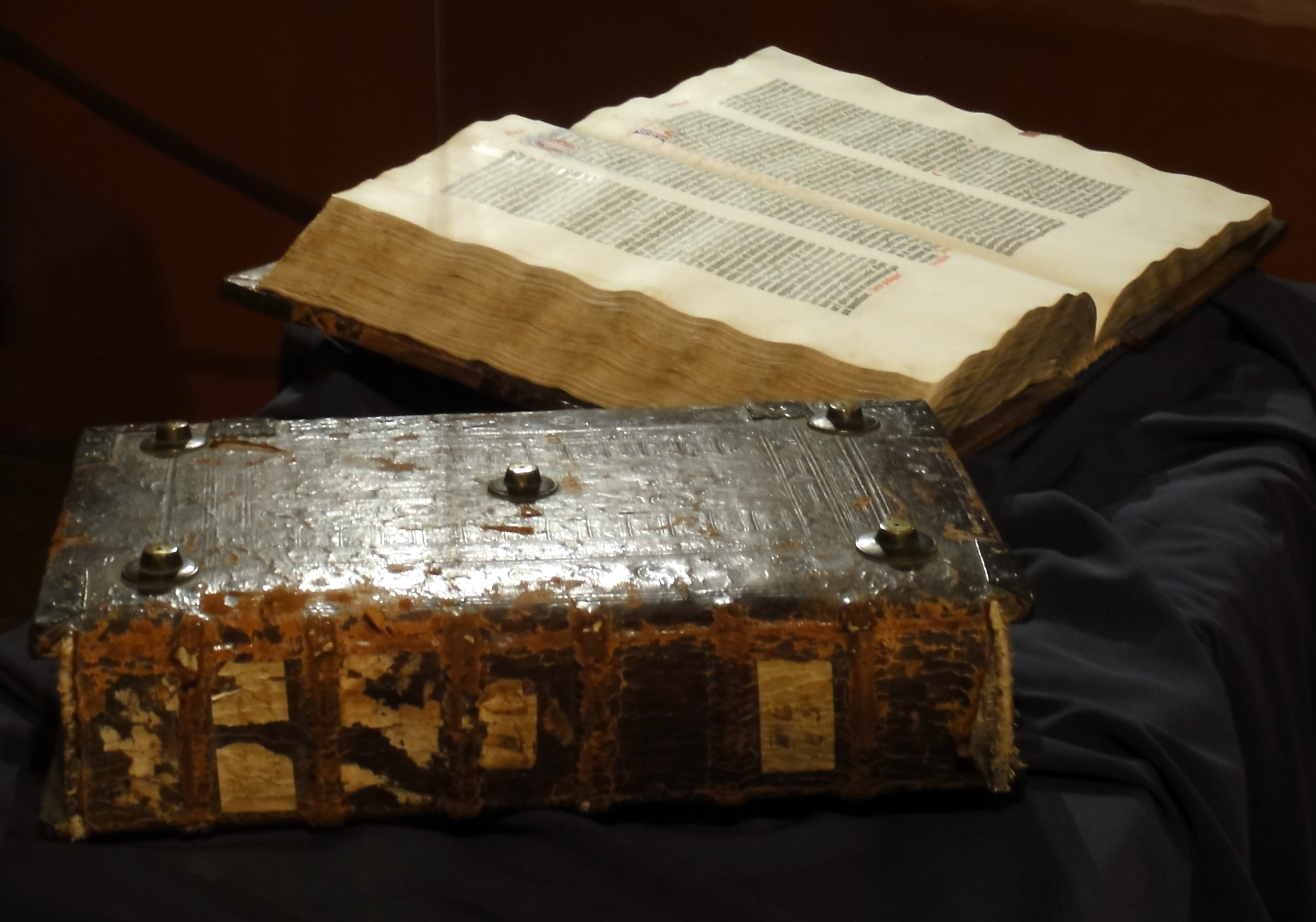
Egzemplarz Biblii 42-wierszowej wydanej w dwóch tomach (pierwszy otwarty, drugi – w oryginalnej XV-wiecznej oprawie – zamknięty), przechowywanej w Muzeum Diecezjalnym w Pelplinie

Szczególne miejsce wśród druków Gutenberga ma Biblia 42-wierszowa, zwana Biblią Gutenberga, wydawana w Moguncji w latach 1452–1455, uważana za arcydzieło typografii. Nie ma ona strony tytułowej, informacji o wydawcy ani numeracji stron. Charakteryzuje się niedoścignionym składem tekstu. Zastosowano teksturę gotycką, czcionkę mniejszą niż pismo „Donatów i Kalendarzy”, ale o bardziej eleganckim wyglądzie. Biblia oprawiana była zazwyczaj w dwóch tomach: pierwszy obejmował 224 karty, a drugi 319 kart (z czego dwie niezadrukowane). Tekst złożony był w dwóch szpaltach, wbrew nazwie nie zawsze zawierających 42 wiersze (na niektórych stronach było ich 40 lub 41).
Gutenberg stosował niekiedy kosztowną technikę druku dwubarwnego przy drukowaniu pierwszych stron Biblii, tych o liczbie wierszy mniejszej niż 42 (nagłówki i numery rozdziałów drukowane były na czerwono, a pozostały tekst na czarno). O wiele bardziej opłacalne dla wydawcy było jednak wydawanie Biblii w całości składających się ze stron o 42 wierszach, których test był drukowany w całości na czarno. Do produkcji wykorzystano wysokiej jakości papier sprowadzany z Piemontu. Wydrukowane egzemplarze były następnie rubrykowane, iluminowane i oprawiane. Szacuje się, że powstało 30-35 egzemplarzy na pergaminie i 140-145 na papierze. Przetrwało 48 egzemplarzy (12 na pergaminie, 36 na papierze).

### Wydawnictwa związane z zagrożeniem tureckim
Po zdobyciu Konstantynopola przez Turków w 1453 roku w zachodniej Europie zaczęto coraz bardziej obawiać się rosnącej potęgi Imperium Osmańskiego. Pojawiło się więc zapotrzebowanie na druki informujące o tym zagrożeniu i zachęcające do walki. W 1454 roku ukazał się w języku niemieckim tzw. Kalendarz turecki, obliczony na rok 1455. Posiada on, jako pierwszy znany druk w historii, tytuł – Eyn manung der cristenheit widder die durken („Ostrzeżenie dla chrześcijaństwa przed Turkami”). Była to wierszowana odezwa do walki z najeźdźcą osmańskim, zawierająca modlitwy, a także pierwsze wydrukowane życzenia noworoczne (Eyn gut selig nuwe Jar, „dobrego i szczęśliwego Nowego Roku”).
Od 1454 roku (najstarszy zachowany ma datę 22 października) Gutenberg drukował Cypryjski list odpustowy Paulinusa Chappe (Zappe), dotyczący odpustu, obiecanego przez papieża Mikołaja V osobom przekazującym środki na obronę Cypru przed Turkami. Nagłówki i pierwsze słowa danego akapitu listu drukowane były pismem „Donatów i Kalendarzy”, natomiast 31 wierszy listu nową mniejszą czcionką (litery były bardziej czytelne). Do kwietnia następnego roku ukazało się siedem wydań tego listu, drukowanego jednostronnie na welinie. Ferdinand Geldner oszacował nakład listu na około 10 tysięcy sztuk.
W 1456 roku, udoskonalonym drukiem („Catholicon”), wydana została tzw. Bulla turecka – bulla papieża Kaliksta III, wystawiona 29 czerwca 1455 roku i wzywająca do wyprawy krzyżowej przeciw Turkom, która miała rozpocząć się 1 maja 1456 roku. Zachował się jeden egzemplarz bulli wydrukowany w języku niemieckim i jeden w łacińskim.

### Drobne wydawnictwa z lat 1456–1458
Pod koniec roku 1456 wydano przeznaczony na rok kolejny Kalendarz lekarski. W tym czasie drukowano również tzw. niemiecki Cisioianus, zawierający 12 wierszy, pozwalających zapamiętać kolejność ważnych świąt w kalendarzu Kościoła katolickiego, a także Provinciale Romanum – wykaz arcybiskupstw i biskupstw tego Kościoła. Wszystkie te druki wydane przez Gutenberga tłoczono pismem „Donatów i Kalendarzy”.
Natomiast dopiero około 1457–1458 roku opublikowana została Tablica planet dla astrologów (niem. Planetentafel für laien Astrologen); przez Gottfrieda Zedlera i niektórych innych autorów nazywana błędnie Kalendarzem astronomicznym na 1448 rok, rzekomo wydanym rok wcześniej. Cały tekst odbity był na 6 kartach pergaminu, które tworzyły po sklejeniu jedną dużą kartę, o wymiarach około 65 na 75 cm. Autorzy różnią się w ocenie jakości tego wydawnictwa: Zedler uważał go za pierwszy druk moguncki, zaś inni przychylali się do datowania 10 lat późniejszego (ustalonego przez Carla Wehmera w oparciu o odbitki przechowywane w Bibliotece Jagiellońskiej), podkreślając wysoki poziom składu oraz odbicia.

### Biblia 36-wierszowa
Ulepszonym pismem „Donatów i Kalendarzy” odbita została około 1459–1460 roku Biblia 36-wierszowa, przedruk Biblii 42-wierszowej. Różniła się ona drobnymi szczegółami, w tym nagłówkami innego typu. Przypuszczalnie powstała w Bambergu, a jej wydawcą był Gutenberg lub jego uczniowie (w tym drugim wypadku Gutenberg jedynie użyczyłby czcionek). Być może na prośbę biskupa Bambergu Georga von Schaumberga drukiem zajęli się jego współpracownicy: Johann Numeister, Albrecht Pfister lub Heinrich Keffer.
Biblia ta liczy aż 1768 stron druku in folio, była często oprawiana w trzech tomach. Odbito prawdopodobnie 20 egzemplarzy na pergaminie oraz 60 na papierze. Zachowało się 13 Biblii 36-wierszowych, nie licząc drobnych fragmentów. Ustępowała ona poziomem wykonania Biblii 42-wierszowej – ma mniej staranny krój liter, a brzegi kolumn druku nie zostały wyrównane.

### Niepewna atrybucja
Być może z warsztatu Gutenberga wyszły także inne druki odbite czcionką „Catholicon”, co do których istnieje dużo wątpliwości, dotyczących miejsca powstania, chronologii i szczegółów ich metod drukowania:
- Summa grammaticalis quae vocatur Catholicon(inne języki) Johannesa Balbusa(inne języki) (XIII-wieczny słownik łaciński; od niego pochodzi nazwa czcionki),
- Summa de articulis fidei et ecclesiae sacramentis Tomasza z Akwinu,
- Dialogus rationis et conscientiae Mateusza z Krakowa,
- List odpustowy na rzecz kościoła św. Cyriaka w Neuhausen (1461 i 1462),
- List odpustowy na rzecz zakonu trynitarzy (1464),
- Vocabularius ex quo (1467, 1469).

## Znaczenie

### Spór o pierwszeństwo
Filozof Francis Bacon uznał w 1620 roku wynalazek druku za jedno z trzech przełomowych odkryć w dziejach świata (obok prochu i kompasu). Mimo to rola Gutenberga była przez długi czas umniejszana. Choć już w 1470 roku Guillaume Fichet, profesor paryskiego uniwersytetu, przyznał pierwszeństwo w stosowaniu ruchomych czcionek Johannesowi Gutenbergowi, wielu innych badaczy sądziło, że był jedynie naśladowcą.
23 maja 1468 roku w podręczniku prawa rzymskiego Institutiones Iustiniani, który ukazał się w Moguncji w wydawnictwie Petera Schöffera, umieszczono wiersz ze wzmianką o zmarłym drukarzu, bez podania jednak jego nazwiska. Trzy lata później w wydanym w Paryżu druku Ortograhia Gasparina Barzizziego Fichet napisał:

Opowiada się, że niedaleko Moguncji żył pewien Johannes z przydomkiem Gutenberg, który jako pierwszy ze wszystkich wymyślił sztukę drukarską, dzięki czemu wytwarza się książki nie za pomocą trzciny (jak w starożytności) i nie piórem (jak dotychczas u nas), tylko metalowymi literami i do tego znakomicie, wykwintnie i pięknie.

O Gutenbergu jako wynalazcy druku wspominali także w pracach XV-wiecznych następujący autorzy: Riccobaldus Ferrariensis w Chronica summorum pontificum imperatorumque (1474), Jacobus Philippus Foresti w Supplementum chronicarum (1483), Matteo Palmieri, Bossius Donatus, Baptista Fulgosus, Adam Werner von Themar, Johannes Herbst, Jacob Wimpfeling oraz Adam Gelthus. Jan Tritemiusz stwierdził natomiast w pracy Chronicon Sponheimense (1495–1509), że choć wynalazcą druku był Gutenberg, to dużą rolę w jego doskonaleniu miał Johann Fust, a w upowszechnieniu Peter Schöffer. Później jednak w kręgu rodziny Schöffera zaczęto marginalizować rolę Gutenberga, przypisując wynalazek druku Fustowi i Schöfferowi, tę wersję rozpowszechniał zwłaszcza wnuk pierwszego i syn drugiego, Johannes Schöffer, także drukarz.
W kolejnych wiekach pojawiały się więc sprzeczne informacje na temat tego, komu przypisać autorstwo wynalazku druku na terenie Europy. Oprócz Gutenberga, Fusta i Schöffera pojawiały się jeszcze inne nazwiska pretendentów do tego tytułu, takie jak: Johann Mentelin ze Strasburga (zm. 1478), Panfilo Castaldi z Feltre (zm. 1487), Jean Brito z Brugii (zm. ok. 1484), Prokop Waldvogel z Pragi czy Laurens Janszoon Coster z Haarlemu (zm. 1484). Według obecnego stanu wiedzy, nie udało się jednak potwierdzić ich pierwszeństwa.

### Badania nad Gutenbergiem

J. Gutenberg na ilustracji pochodzącej z pracy Die großen Deutschen im Bilde (Michael Schönitzer, 1936)

De ortu et progressu artis typographicae – pierwsza praca, w której podkreślono rolę Gutenberga jako pioniera druku w Europie – ukazała się w 1640 roku, a jej autorem był Bernhard von Mallinckrodt (1591–1664), dziekan katedralny w Münsterze. W kolejnych wiekach życiem i dokonaniami drukarza zajmowali się m.in. :
- Johann David Köhler(inne języki) (1684–1755), profesor historii w Getyndze;
- Karl Dziatzko (1842–1903), filolog klasyczny i bibliotekarz w Getyndze;
- Paul Schwenke(inne języki) (1853–1921), bibliotekarz;
- Otto Hupp (1859–1949), grafik i heraldyk;
- Gottfried Zedler(inne języki) (1860–1945), bibliotekarz;
- Aloys Ruppel(inne języki) (1882–1977), założyciel i redaktor rocznika „Gutenberg-Jahrbuch” (wydawanego od 1926 roku przez międzynarodowe Towarzystwo Gutenberga); autor biografii Johannes Gutenberg. Sein Leben und sein Werk (Berlin 1939);
- Hans Widmann(inne języki) (1908–1975), redaktor pracy Der gegenwärtige Stand der Gutenberg-Forschung (Stuttgart, 1972);
- Albert Kapr(inne języki) (1918–1995), profesor Hochschule für Grafik und Buchkunst w Lipsku, autor pracy Johannes Gutenberg. Persönlichkeit und Leistung (Lipsk, 1986);
- Guy Bechtel (ur. 1931), historyk i germanista, autor pracy Gutenberg et l’invention de l’imprimerie: une enquête (Paryż, 1992);
- Stephan Füssel(inne języki) (ur. 1952), księgoznawca, autor pracy Gutenberg und seine Wirkung (Frankfurt nad Menem, 1999).

### Rozwój i znaczenie druku
Wynalazek druku szybko pojawił się w innych miastach Niemiec, a także innych państw Europy. Pierwszymi ważniejszymi ośrodkami druku w języku niemieckim, po Moguncji i Strasburgu (gdzie powstały liczne oficyny), były: Bamberg (gdzie być może ukazała się około 1459 roku Biblia 36-wierszowa), Kolonia (gdzie mieściło się wiele ważnych wydawnictw), Bazylea, Norymberga i Lubeka. Tempo rozprzestrzeniania się druku było imponujące także w innych krajach – jeszcze w XV wieku drukarnie powstały w kilkudziesięciu miastach włoskich (największe znaczenie miała Wenecja).
Wynalazek druku traktowano jako wyjątkowy dar Boga. Upowszechnienie druku doprowadziło do obniżenia cen ksiąg, co miało miejsce już w 1470 roku: już wtedy ich ceny były niższe od ceny, jaką płacono wcześniej za samą ich oprawę. Spowodowało to, że drukowane księgi i drobniejsze wydawnictwa stały się dostępne dla znacznie większego grona osób. Szerzyły się dzięki temu nowe ruchy i prądy ideowe, w tym humanizm renesansowy, a później reformacja. Wynalazek druku (a wcześniej pisma) stał się podstawą dla rozwoju nowych środków przekazu, kształtując umysły (tzw. umysłowość piśmiennicza) i oddziałując na funkcjonowanie społeczeństw, co Marshall McLuhan przedstawił w pracy Galaktyka Gutenberga (The Gutenberg Galaxy 1962).

### Upamiętnienie drukarza
W Moguncji znajduje się Muzeum Gutenberga (niem. Gutenberg-Museum), założone w 1900 roku w pałacu „Zum Römischen Kaiser”, którego wystawa poświęcona jest dokonaniom drukarza, jak również historii druku. Imię Gutenberga nosi Uniwersytet w Moguncji (niem. Johannes Gutenberg-Universität Mainz).
Ulice nazwane imieniem Gutenberga, pomniki i miejsca pamięci poświęcone drukarzowi znajdują się nie tylko w miastach, z którymi był związany, ale także w wielu innych miejscach na świecie. W Polsce znajduje się kilka pomników Gutenberga, wśród nich na kamienicy pod Gutenbergiem w Łodzi, w Nowej Rudzie, na narożnej części elewacji kamienicy przy ul. Szabatowskiego 1 – 3 w Chorzowie, na jednej z częstochowskich kamienic, w tzw. Gaju Gutenberga przy ul. Jaśkowa Dolina w Gdańsku-Wrzeszczu oraz na tzw. Domu Prasy w Toruniu. Gutenberg jest też patronem szkoły podstawowej i gimnazjum w Warszawie. Ulica Henryka Dąbrowskiego w Katowicach nosiła do 1945 roku nazwę Gutenbergstraße, podobnie jak do 1918 roku i w latach 1939–1945 ulica Marcelego Mottego w Poznaniu. Współcześnie ulice noszące imię Jana Gutenberga znajdują się m.in. w Gliwicach i Krakowie.
Zarówno w 1900 roku, jak i sto lat później, w umowną rocznicę urodzin Gutenberga, uroczyście obchodzono jego jubileusz, a dorobek drukarza był prezentowany na wystawach i komentowany na konferencjach. Prasa drukarska Johannesa Gutenberga uznana została w 1997 roku przez amerykański magazyn „Time-Life” za najbardziej istotny wynalazek tysiąclecia. W 1999 roku amerykańskie przedsiębiorstwo A&E Network ogłosiło Gutenberga najważniejszym człowiekiem milenium.

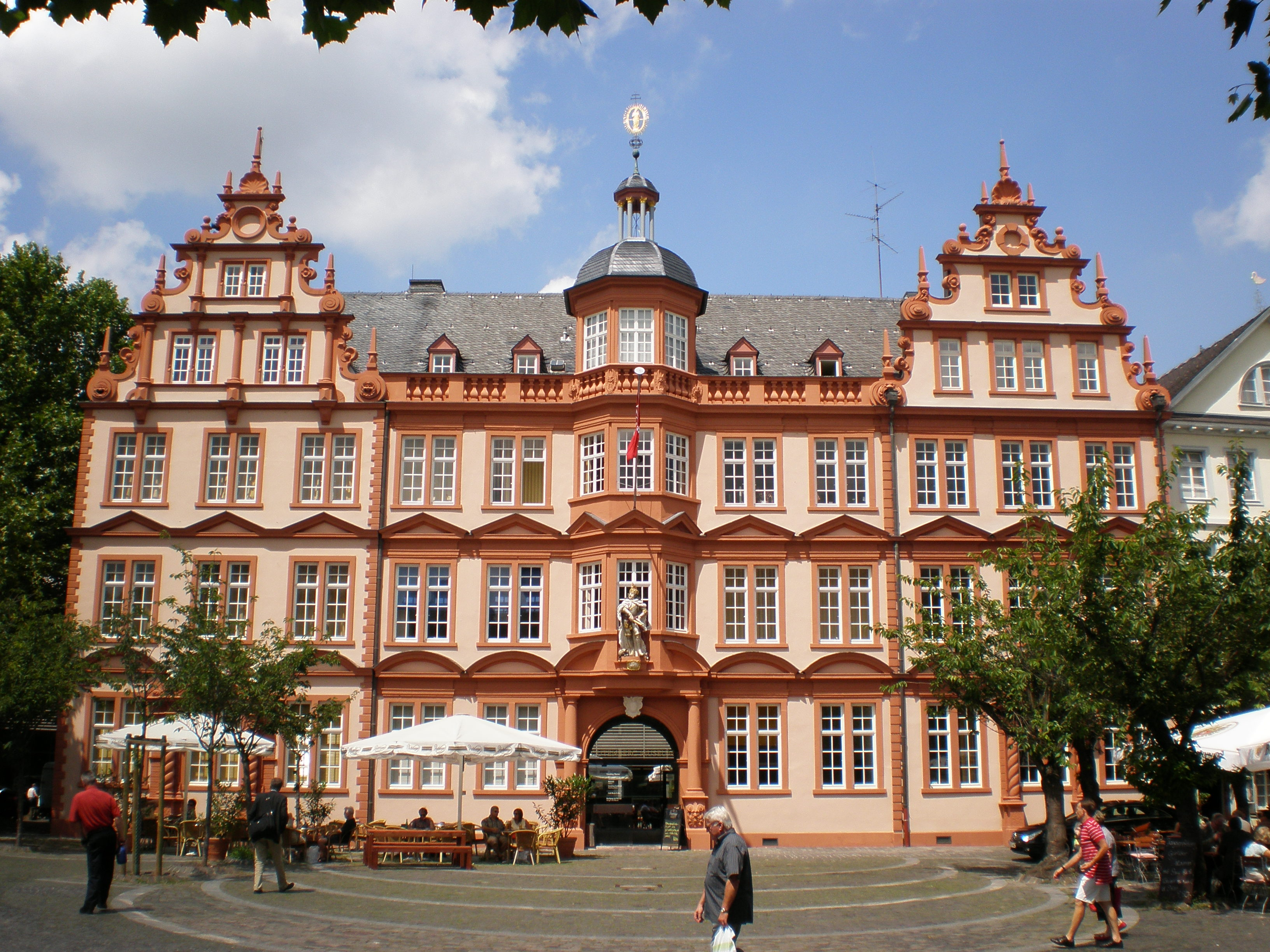
Muzeum Gutenberga w Moguncji, budynek „Zum Römischen Kaiser”
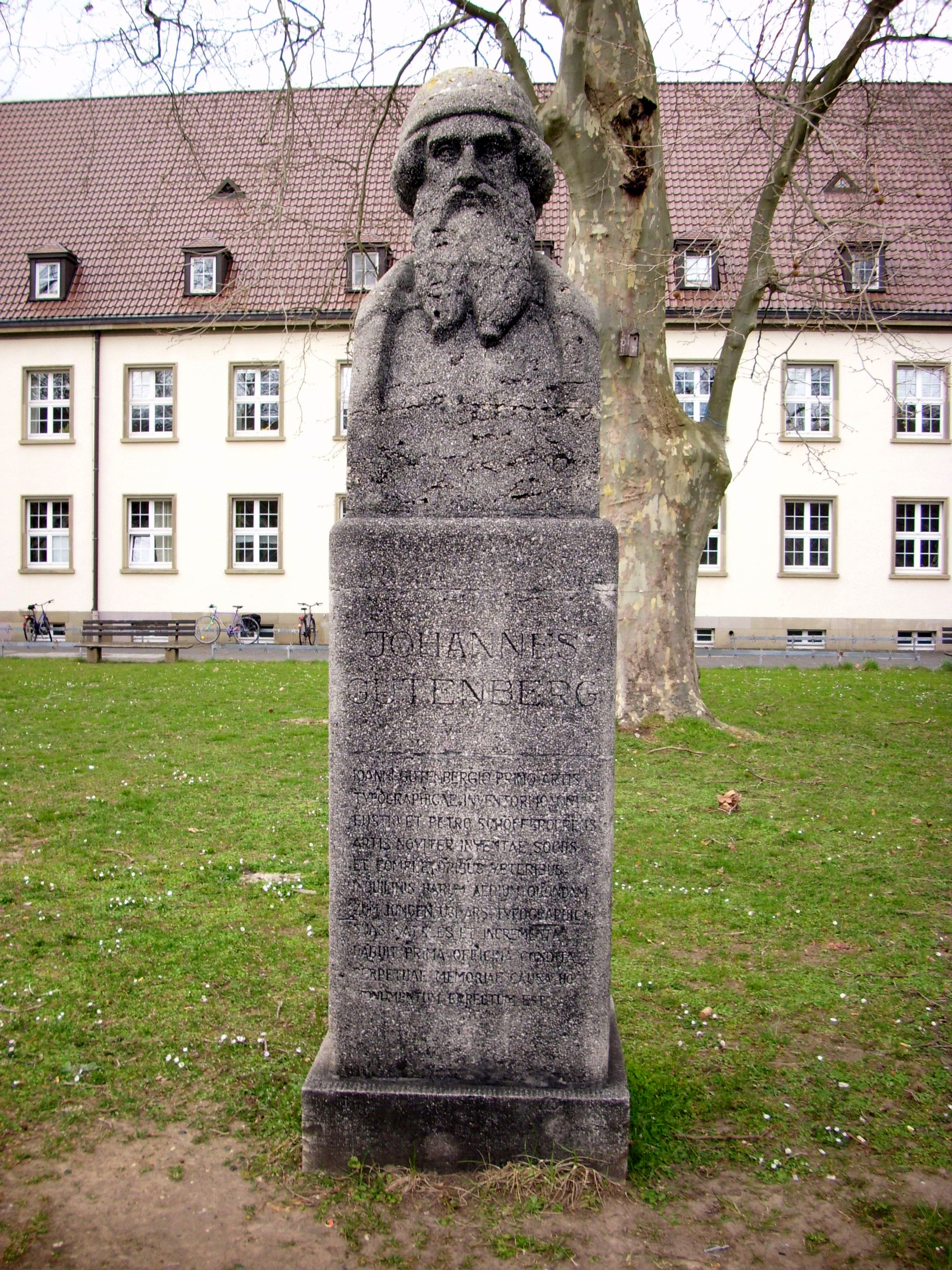
Popiersie J. Gutenberga przed uniwersytetem jego imienia w Moguncji
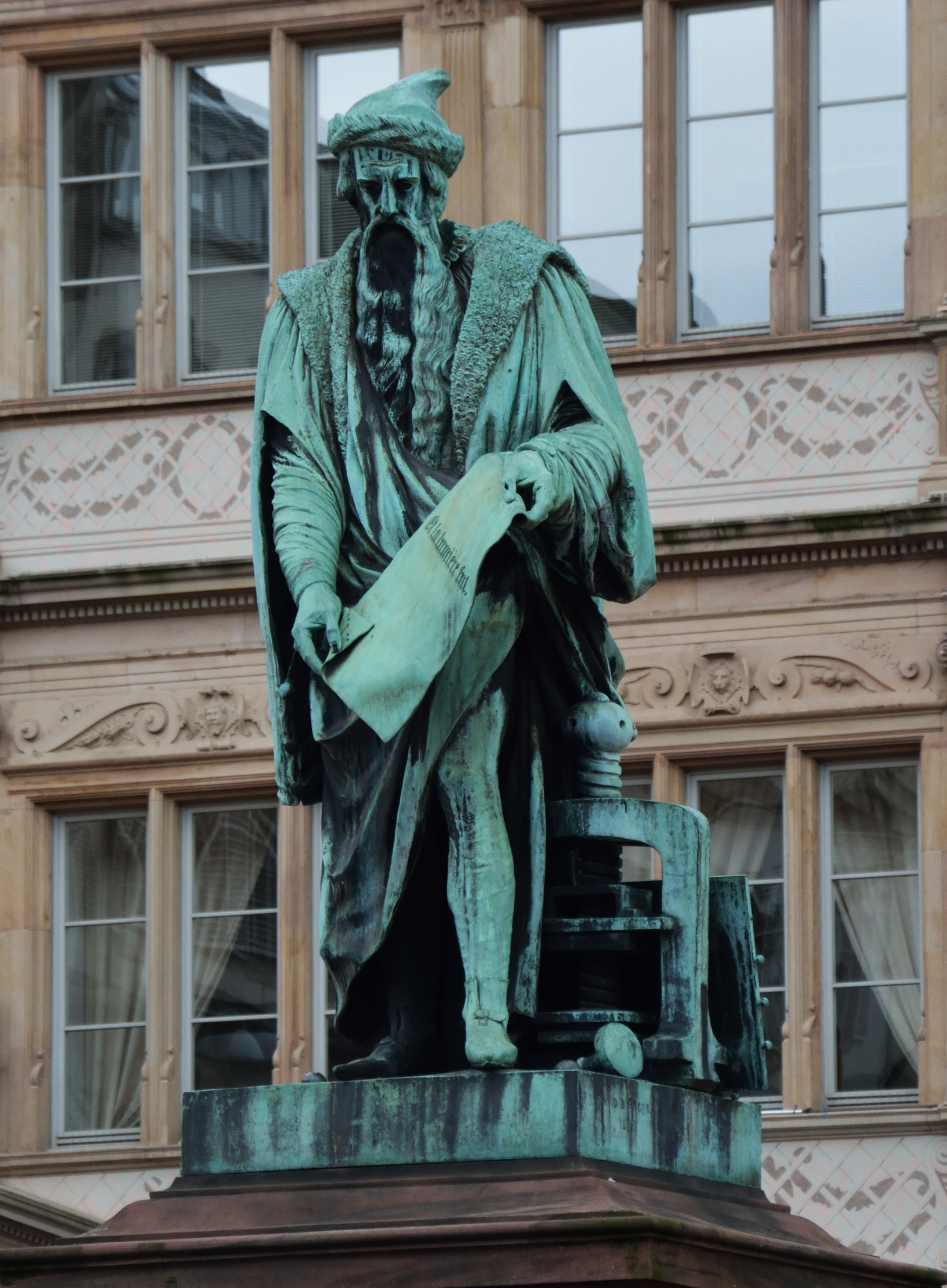
Statua rzemieślnika w Strasburgu
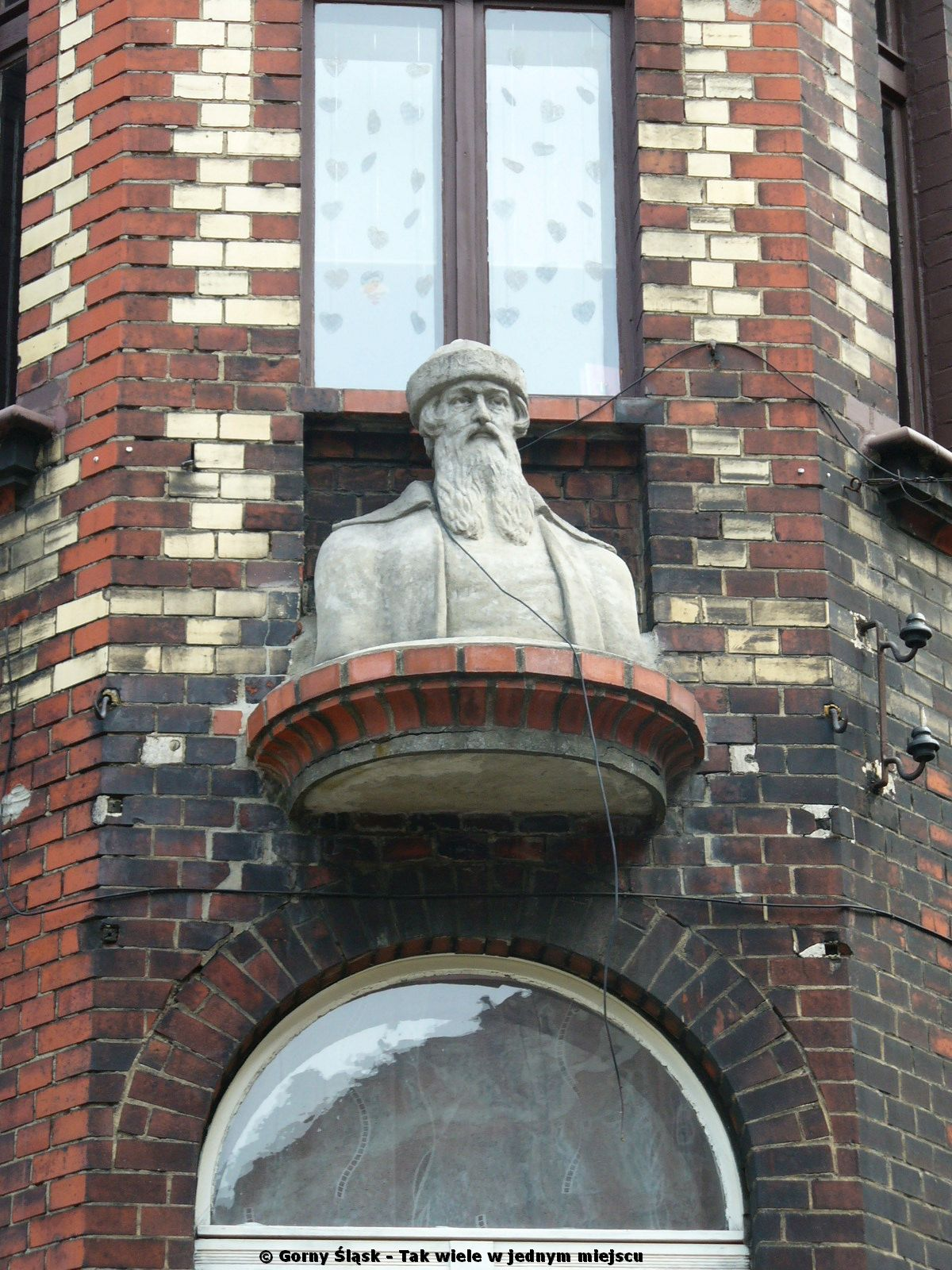
Popiersie Gutenberga na narożnej części elewacji kamienicy przy ul. Szabatowskiego 1 – 3 w Chorzowie
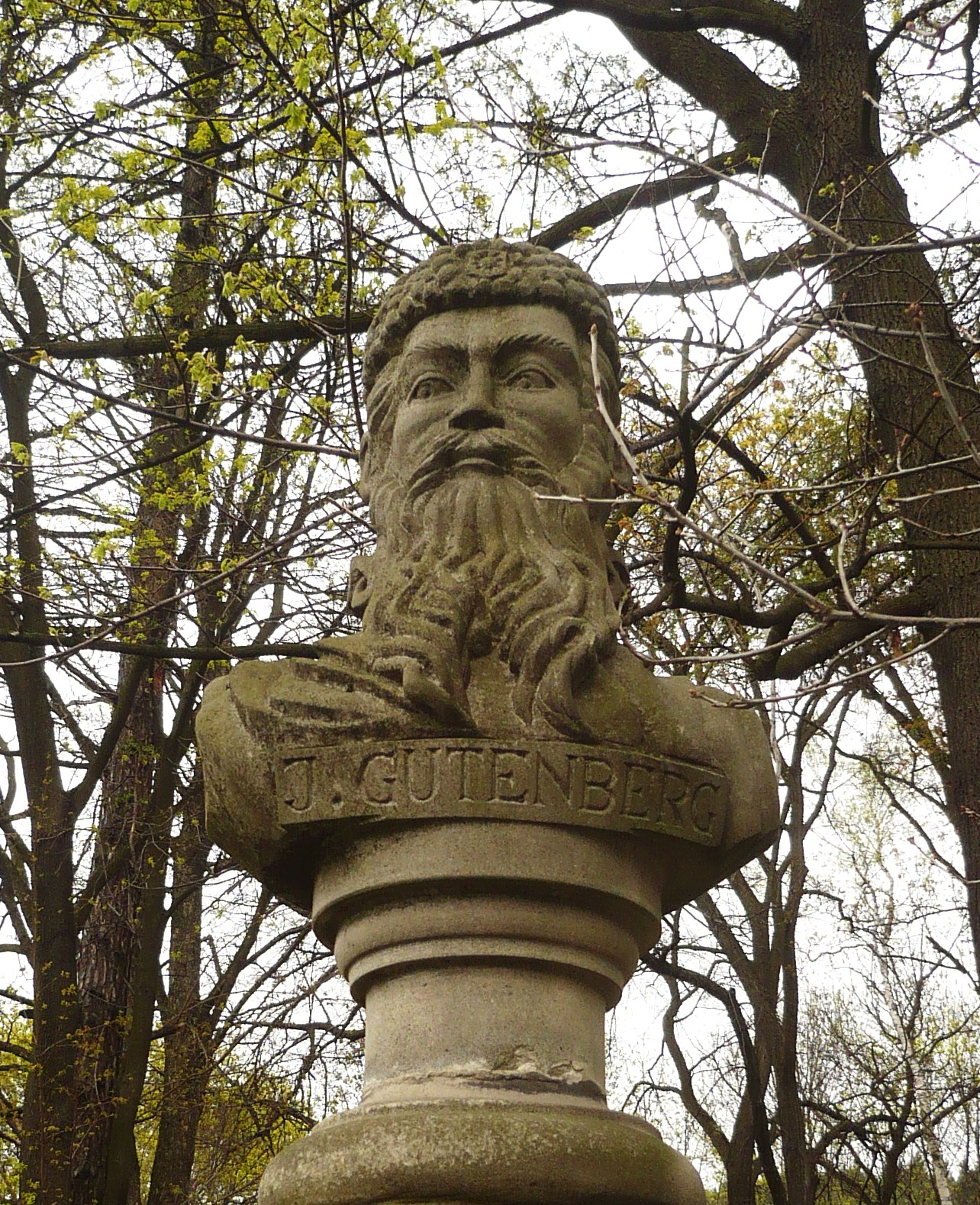
Pomnik drukarza w Nowej Rudzie
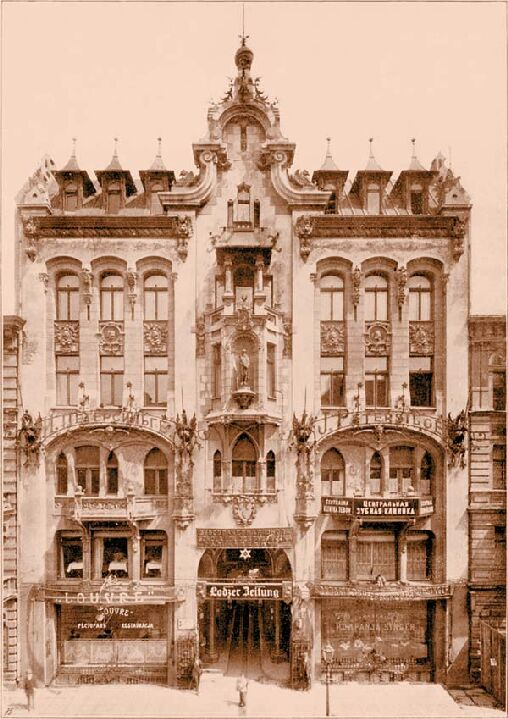
Kamienica pod Gutenbergiem w Łodzi
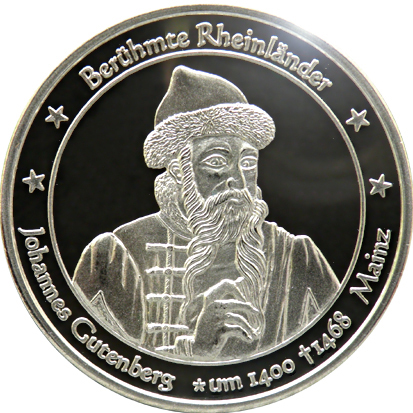
Współczesny medal (Rheintaler) z wizerunkiem drukarza
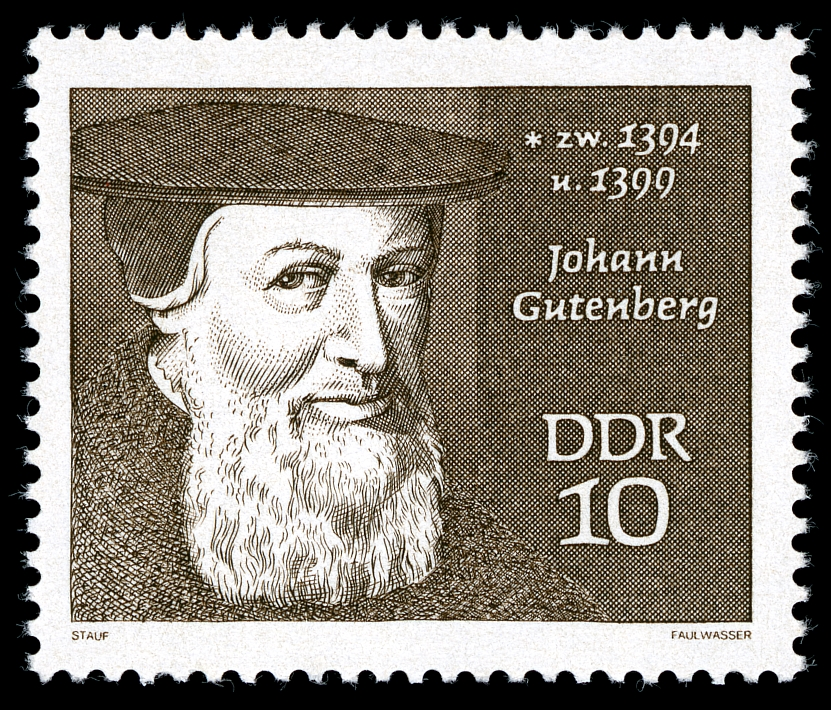
Znaczek pocztowy upamiętniający złotnika